# سرفل عطري
سرفل عطري (الاسم العلمي:Chaerophyllum aromaticum) هو نوع من النباتات يتبع جنس السرفل من الفصيلة الخيمية.